# Gabrovo (region)
Gabrovo är en region (oblast) i Bulgarien med cirka 110 254 invånare (2017). Regionen ligger nästan mitt i landet. Gabrovo är regionens huvudort.
Kommuner i regionen är Drjanovo, Gabrovo, Sevlievo och Trjavna.